# Precious Girl/Are You There?
『Precious Girl / Are You There?』（プレシャスガール / アー・ユー・ゼア）は、Hey! Say! JUMPとA.Y.T.の楽曲。Hey! Say! JUMPの20作目の両A面シングルとして、2017年7月5日にジェイ・ストームから発売された。

## 概要
- Hey! Say! JUMPの前作『OVER THE TOP』から約5か月でのリリース。
- 初回限定盤1・2、通常盤の3種類で発売となり、それぞれ収録曲・ジャケット写真ともに異なる。
- 「Precious Girl」は、メンバー出演、コーセーコスメポート『フォーチュン』のCMソングである。
- 「Are You There?」はA.Y.T.（有岡大貴・八乙女光・髙木雄也）が歌っており、彼らの出演する 日本テレビ系シンドラ『孤食ロボット』の主題歌である。
- 初回限定盤2に収録されているカップリング曲「Smile in Summer」は、メンバー出演、コーセーコスメポート『サンカット(R)』のCMソングである。
- 初回限定盤1・2には、オリジナル・カラオケ1曲を収録。
- 初回限定盤1には、「Precious Girl」のビデオクリップ+メイキングと、カップリング曲「灼熱の夢」を収録。
- 初回限定盤2には、「Are You There?」のビデオクリップ+メイキングを収録。
- 通常盤にはHey! Say! 7が歌う「Sweet Liar」とHey! Say! BESTが歌う「スタートデイズ」のカップリング2曲に加え、オリジナル・カラオケ4曲を収録。

## 封入特典

### 初回限定盤1・2
1. 歌詞ブックレット(16P)

## 収録曲

### CD

#### 通常盤
1. Precious Girl
作詞: MICO♯ / 作曲: Takuya Harada, MiNE, Atsushi Shimada / 編曲: Aaltostratus
  - Hey! Say! JUMP出演 コーセーコスメポート「フォーチュン」CMソング
2. Are You There? - A.Y.T. (有岡大貴・八乙女光・髙木雄也)
作詞: m.piece, saina / 作曲: Kazumi Mitome / 編曲: Aaltostratus
  - A.Y.T.主演 日本テレビドラマ「孤食ロボット」主題歌
3. Sweet Liar - Hey! Say! 7
作詞: Xisco / 作曲: HIKARI、KOUDAI IWATSUBO / 編曲: HIKARI / RAP詞: K.O. / ストリングスアレンジ: SSKHz
4. スタートデイズ - Hey! Say! BEST
作詞･作曲: twelvelayers / 編曲: Tomoki Ishizuka
5. Precious Girl (オリジナル･カラオケ)
6. Are You There? (オリジナル･カラオケ)
7. Sweet Liar (オリジナル･カラオケ)
8. スタートデイズ (オリジナル･カラオケ)

#### 初回限定盤1
1. Precious Girl
2. Are You There?
3. 灼熱の夢
作詞:m.piece / 作曲: Andreas Ohrn, Henrik Smith, Susumu Kawaguchi / 編曲: Aaltostratus
4. 灼熱の夢 (オリジナル･カラオケ)

#### 初回限定盤2
1. Are You There?
2. Precious Girl
3. Smile in Summer
作詞: Vandrythem, m.piece / 作曲: Takashi Tsushimi, Susumu Kawaguchi / 編曲: ha-j
  - Hey! Say! JUMP出演 コーセーコスメポート「サンカット(R)」CMソング
4. Smile in Summer (オリジナル･カラオケ)

### DVD

#### 初回限定盤1
1. 「Precious Girl」ビデオ・クリップ&メイキング映像

#### 初回限定盤2
1. 「Are You There?」ビデオ・クリップ&メイキング映像 - A.Y.T.